# Иван Васојевић
Иван Васојевић (Сјеница, 11. фебруар 1975 — Кошаре, 11. април 1999) био је водник Војске Југославије. Погинуо је у бици на Кошарама 11. априла 1999. године у борби са албанским терористима.

## Биографија
Иван Васојевић је рођен 11. фебруара 1975 у Сјеници, тадашњој СР Србији, те СФР Југославији. У родној Сјеници је завршио основну и средњу школу, математички смер. Одлази на служење војног рока у децембру 1993. године у Кумбор, а након тога завршава Војну школу за подофицире везе у Београду. Почиње да ради у 398. пуку везе у касарни Крчагово у Ужицу, где је служио као командир одељења везе.
Године 1998. је послат на курс за шифрера, а пред крај исте године је упућен на испомоћ Приштинском корпусу, у 53. гранични батаљон, гарнизон Ђаковица. Распоред који је добио у Ђаковици била је караула Кошаре. Погинуо је 11. априла 1999. године у борби са албанским терористима, када је заједно са 12 војника и псом мајором Листером бранио гранични камен Ц 4/6.
Постхумно је одликован Орденом за заслуге у области одбране и безбедности.